# A-92M (Spanje)

De A-92M

De A-92M of Autovía de Estación de Salinas a Villanueva de Cauche is een autovía in Andalusië. De snelweg is 25,87 kilometer lang en verbindt de A-92 in Salinas met Villanueva de Cauche (A-45). De A-92M werd geopend in 1996.